# Piuma (film)
Piuma is een Italiaanse film uit 2016, geregisseerd door Roan Johnson. De film ging op 5 september in première in de competitie van het filmfestival van Venetië.

## Verhaal
Ferro en Cate zijn een jong stel van achttien jaar oud dat geniet van het leven. Ze proberen hun diploma te halen en bereiden een reis voor naar Spanje en Marokko. Wanneer Cate onverwachts zwanger wordt, verandert dit hun leven helemaal. Ze zijn nog niet klaar voor het ouderschap en ook voor hun ouders valt het niet mee. Het jonge koppel beleeft gezamenlijk de opwindende en gecompliceerde negen maanden van de zwangerschap.

## Rolverdeling
| Acteur            | Personage      |
| ----------------- | -------------- |
| Luigi Fedele      | Ferro          |
| Blu Yoshimi       | Cate           |
| Michela Cescon    | Carla Pardini  |
| Sergio Pierattini | Franco Pardini |
| Francesco Colella | Alfredo        |